# 奴拉赛铜矿遗址
43°45′55″N 82°28′00″E / 43.76528°N 82.46667°E
奴拉赛铜矿遗址位于中国新疆维吾尔自治区伊犁哈萨克自治州尼勒克县城南约3千米的天山奴拉赛沟，2001年被列为第五批全国重点文物保护单位。
根据发掘的竖井圆木碳十四测定，奴拉赛铜矿遗址已有2500年历史。整个遗址分为采矿区和冶炼区。采矿区发现十余处竖井，深达20米左右，宽约5米。冶炼区位于谷内较平坦的地方，已发现埋藏于地下1.5米、长20米、厚0.5米的炉渣层。